# Stovner (metrostation)
Stovner is een metrostation in de Noorse hoofdstad Oslo. Het station werd geopend op 18 augustus 1974 en wordt bediend door de lijnen 4 en 5 van de metro van Oslo.